# 2006–2007-es női EHF-bajnokok ligája
A 2007–2008-as női EHF-bajnokok ligája az európai női kézilabda-klubcsapatok legrangosabb tornájának 14. kiírása. A címvédő a dán Viborg HK csapata.
Két magyar csapat is indult a kupasorozatban, a Győri Audi ETO KC magyar bajnokként, a FTC-Budapest pedig magyar bajnoki ezüstérmesként vehetett rész a küzdelmekben. A Győri Audi ETO KC a csoportkörből második helyen jutott tovább, a negyeddöntőben a Larvik HK-val játszott amelyet bravúros tellyesítménnyel vert meg így tovább jutott az elődöntőbe ahol a Slagelse FH-vel a későbbi BL nyertessel játszott. Az FTC a csoport harmadik helyén végzett így az Kupagyőztesek Európa-kupájában folythattatta az európai kupaszereplést.
A győztes, története során harmadszor a dán Slagelse FH lett, miután a döntőben 61–53-as összesítéssel legyőzte az orosz HC Lada Togliatti csapatát.

## Csapatok
Nyolc csapat jutott közvetlenül a csoportkörbe. További húsz csapat indult a selejtezőkben, amelyekből négy jutott a csoportkörbe.
| Csoportkör                         | Csoportkör                    | Csoportkör                 | Csoportkör                       |
| ---------------------------------- | ----------------------------- | -------------------------- | -------------------------------- |
| Hypo Niederösterreich              | Viborg HKCV                   | Cem. la Union-Ribarroja    | Győri Audi ETO KC                |
| RK Kometal Szkopje                 | Larvik HK                     | HC Lada Togliatti          | Krim                             |
| Podravka Koprivnica (selejtezőből) | Aalborg DH (selejtezőből)     | Slagelse FH (selejtezőből) | HC Leipzig (selejtezőből)        |
| FTC-Budapest (selejtezőből)        | Budućnost (selejtezőből)      | Byåsen IL (selejtezőből)   | Gyinamo Volgograd (selejtezőből) |
| Selejtező torna                    |                               |                            |                                  |
| BNTU Minsk Region                  | Sassari Citta' dei Candelieri | Van der Voort Quintus      | Madeira Andebol SAD              |
| Spono Nottwil Handball             | IK Sävehof                    | CBM Astroc Sagunto         | HB Metz Moselle Lorraine         |
| GAS Anagennisi Artas               | SPR Lublin SSA                | C.S. Rulmentul Brasov      | RK Celeia Zalec                  |
| IUVENTA Michalovce                 | HC Motor Zaporozhye           |                            |                                  |

## Selejtezők

### 1. selejtezőkör
A mérkőzéseket szeptember 17-én, 22-én, 23-án, illetve szeptember 16-án, 23-án, 24-én rendezték.
| 1. csapat                  | Össz. | 2. csapat                     | 1. mérk. | 2. mérk. |
| -------------------------- | ----- | ----------------------------- | -------- | -------- |
| SPR SAFO ICom Lublin       | 68-47 | Sassari Citta' dei Candelieri | 34-25    | 34-22    |
| Spono Nottwil Handball     | 33-77 | HB Metz Moselle Lorraine      | 23-33    | 10-44    |
| GAS Anagennisi Artas       | 67-42 | BNTU Minsk Region             | 39-20    | 28-22    |
| Podravka Vegeta Koprivnica | 61-45 | Van der Voort Quintus         | 33-20    | 28-25    |
| C.S. Rulmentul Brassó      | 61-43 | Madeira Andebol SAD           | 31-20    | 30-23    |
| IK Sävehof                 | 59-61 | IUVENTA Michalovce            | 28-29    | 31-34    |

### 2. selejtezőkör
| 1. csapat                  | Össz. | 2. csapat                | 1. mérk. | 2. mérk. |
| -------------------------- | ----- | ------------------------ | -------- | -------- |
| Slagelse FH                | 58-44 | HB Metz Moselle Lorraine | 31-22    | 27-22    |
| Budapest Bank-FTC          | 59-54 | C.S. Rulmentul Brassó    | 30-24    | 29-30    |
| SPR SAFO ICom Lublin       | 41-42 | ZRK Buducnost MONET      | 24-21    | 17-21    |
| HC Lipcse                  | 78-46 | GAS Anagennisi Artas     | 42-20    | 36-26    |
| CBM Astroc Sagunto         | 59-63 | Aalborg DH               | 30-24    | 29-39    |
| Byasen HB Elite Trondheim  | 61-60 | HC "Motor" Zaporozhye    | 35-31    | 26-29    |
| IUVENTA Michalovce         | 55-56 | H/K Dinamo Volgograd     | 31-33    | 24-23    |
| Podravka Vegeta Koprivnica | 79-36 | RK Celeia Zalec          | 40-14    | 39-22    |

## Csoportkör
A csoportkörben a 16 részt vevő csapatot négy darab négycsapatos csoportra osztották. A csoporton belül a csapatok oda-visszavágós rendszerű körmérkőzést játszottak egymással. A csoportok első két helyezettjei jutottak a középdöntőbe.

### A csoport
| #  | Csapat                  | M | Gy | D | V | G+  | G–  | Gk  | P  |
| -- | ----------------------- | - | -- | - | - | --- | --- | --- | -- |
| 1. | Krim                    | 6 | 5  | 0 | 1 | 196 | 173 | +23 | 10 |
| 2. | Aalborg DH              | 6 | 3  | 0 | 3 | 170 | 163 | +7  | 6  |
| 3. | Cem. la Union-Ribarroja | 6 | 2  | 0 | 4 | 165 | 178 | –13 | 4  |
| 4. | Gyinamo Volgograd       | 6 | 2  | 0 | 4 | 179 | 196 | –17 | 4  |

| KRI   | AAL   | RIB   | VOL   |
| ----- | ----- | ----- | ----- |
|       | 30–26 | 34–28 | 41–33 |
| 26–24 |       | 31–24 | 32–26 |
| 31–33 | 25–23 |       | 28–26 |
| 29–34 | 34–32 | 31–29 |       |

### B csoport
| #  | Csapat              | M | Gy | D | V | G+  | G–  | Gk  | P  |
| -- | ------------------- | - | -- | - | - | --- | --- | --- | -- |
| 1. | HC Lada Togliatti   | 6 | 5  | 0 | 1 | 192 | 178 | +14 | 10 |
| 2. | Győri Audi ETO KC   | 6 | 4  | 0 | 2 | 189 | 161 | +28 | 8  |
| 3. | Byåsen HE           | 6 | 3  | 0 | 3 | 177 | 186 | –9  | 6  |
| 4. | Budućnost Podgorica | 6 | 0  | 0 | 6 | 141 | 174 | –33 | 0  |

| LAD   | ETO   | BYA   | BUD   |
| ----- | ----- | ----- | ----- |
|       | 31–29 | 43–39 | 32–23 |
| 39–28 |       | 33–27 | 28–20 |
| 25–31 | 30–29 |       | 27–26 |
| 23–27 | 25–31 | 24–29 |       |

### C csoport
| #  | Csapat              | M | Gy | D | V | G+  | G–  | Gk  | P  |
| -- | ------------------- | - | -- | - | - | --- | --- | --- | -- |
| 1. | Larvik HK           | 6 | 5  | 0 | 1 | 191 | 156 | +35 | 10 |
| 2. | Viborg HK           | 6 | 4  | 0 | 2 | 190 | 187 | +3  | 8  |
| 3. | Podravka Koprivnica | 6 | 2  | 0 | 4 | 171 | 197 | –26 | 4  |
| 4. | HC Leipzig          | 6 | 1  | 0 | 5 | 184 | 196 | –12 | 2  |

| LAR   | VIB   | POD   | HCL   |
| ----- | ----- | ----- | ----- |
|       | 31–19 | 36–28 | 30–27 |
| 32–31 |       | 32–25 | 39–33 |
| 27–32 | 32–31 |       | 37–34 |
| 23–31 | 35–37 | 32–22 |       |

### D csoport
| #  | Csapat                | M | Gy | D | V | G+  | G–  | Gk  | P  |
| -- | --------------------- | - | -- | - | - | --- | --- | --- | -- |
| 1. | Hypo Niederösterreich | 6 | 5  | 0 | 1 | 183 | 165 | +18 | 10 |
| 2. | Slagelse FH           | 6 | 3  | 0 | 3 | 155 | 143 | +12 | 6  |
| 3. | FTC Budapest          | 6 | 2  | 0 | 4 | 177 | 188 | –11 | 4  |
| 4. | RK Kometal Szkopje    | 6 | 2  | 0 | 4 | 143 | 162 | –19 | 4  |

| HYP   | SLA   | FTC   | KOM   |
| ----- | ----- | ----- | ----- |
|       | 30–29 | 32–30 | 38–27 |
| 22–25 |       | 27–28 | 24–16 |
| 34–36 | 26–34 |       | 31–28 |
| 23–22 | 18–19 | 31–28 |       |

## Egyenes kieséses szakasz

### Negyeddöntők
A csoportmérkőzések után a csoportgyőzteseket összesorsolták a csoportmásodikokkal a negyeddöntőben.
| 1. csapat         | Össz. | 2. csapat             | 1. mérk. | 2. mérk. |
| ----------------- | ----- | --------------------- | -------- | -------- |
| Győri Audi ETO KC | 55–45 | Larvik HK             | 28–22    | 27–23    |
| Aalborg DH        | 53–55 | Hypo Niederösterreich | 34–24    | 19–31    |
| Slagelse FH       | 58–49 | Krim                  | 30–23    | 28–26    |
| Viborg HK         | 63–65 | HC Lada Togliatti     | 32–32    | 31–33    |

| 2007. március. 17. 16:15 | Győri Audi ETO KC | 28–22       | Larvik HK    | Magvassy Mihály Sportcsarnok, Győr Nézőszám: 2800 Játékvezetők: Solodko, Solodko (POL) |
| 2007. március. 17. 16:15 | Görbicz 8         | (15–12)     | Riegelhuth 9 | Magvassy Mihály Sportcsarnok, Győr Nézőszám: 2800 Játékvezetők: Solodko, Solodko (POL) |
| 2007. március. 17. 16:15 | 3× 3×             | Jegyzőkönyv | 4× 3×        | Magvassy Mihály Sportcsarnok, Győr Nézőszám: 2800 Játékvezetők: Solodko, Solodko (POL) |

| 2007. március. 25. 16:15 | Larvik HK    | 23–27       | Győri Audi ETO KC   | Arena Larvik, Larvik Nézőszám: 1100 Játékvezetők: Brunovsky, Canda (SVK) |
| 2007. március. 25. 16:15 | Riegelhuth 9 | (12–14)     | Brădeanu, Görbicz 7 | Arena Larvik, Larvik Nézőszám: 1100 Játékvezetők: Brunovsky, Canda (SVK) |
| 2007. március. 25. 16:15 | 2× 2×        | Jegyzőkönyv | 6× 3×               | Arena Larvik, Larvik Nézőszám: 1100 Játékvezetők: Brunovsky, Canda (SVK) |

| 2007. március. 18. 12:15 | Aalborg DH | 34–24       | Hypo Niederösterreich | Gigantium Arena, Aalborg Nézőszám: 4400 Játékvezetők: Lazaar, Reveret (FRA) |
| 2007. március. 18. 12:15 | Logvin 9   | (18–11)     | do Nascimento 6       | Gigantium Arena, Aalborg Nézőszám: 4400 Játékvezetők: Lazaar, Reveret (FRA) |
| 2007. március. 18. 12:15 | 5× 3×      | Jegyzőkönyv | 3× 3×                 | Gigantium Arena, Aalborg Nézőszám: 4400 Játékvezetők: Lazaar, Reveret (FRA) |

| 2007. március. 23. 20:15 | Hypo Niederösterreich | 31–19       | Aalborg DH | Bundessport- und Freizeitzentrum Südstadt, Maria Enzersdorf Nézőszám: 1200 Játékvezetők: Tijanic, Grkovic (SRB) |
| 2007. március. 23. 20:15 | Rotiș-Nagy 12         | (16–12)     | Logvin 7   | Bundessport- und Freizeitzentrum Südstadt, Maria Enzersdorf Nézőszám: 1200 Játékvezetők: Tijanic, Grkovic (SRB) |
| 2007. március. 23. 20:15 | 2× 3×                 | Jegyzőkönyv | 5× 3×      | Bundessport- und Freizeitzentrum Südstadt, Maria Enzersdorf Nézőszám: 1200 Játékvezetők: Tijanic, Grkovic (SRB) |

| 2007. március. 18. 15:50 | Slagelse FH | 30–23       | Krim      | Slagelse Hall, Slagelse Nézőszám: 2000 Játékvezetők: Lemme, Ullrich (GER) |
| 2007. március. 18. 15:50 | Popović 13  | (15–12)     | Jacenko 5 | Slagelse Hall, Slagelse Nézőszám: 2000 Játékvezetők: Lemme, Ullrich (GER) |
| 2007. március. 18. 15:50 | 5× 3×       | Jegyzőkönyv | 2× 3×     | Slagelse Hall, Slagelse Nézőszám: 2000 Játékvezetők: Lemme, Ullrich (GER) |

| 2007. március. 24. 20:10 | Krim    | 26–28       | Slagelse FH | Arena Stožice, Ljubljana Nézőszám: 3100 Játékvezetők: Leon, Huelin (ESP) |
| 2007. március. 24. 20:10 | Oder 10 | (14–13)     | Popović 11  | Arena Stožice, Ljubljana Nézőszám: 3100 Játékvezetők: Leon, Huelin (ESP) |
| 2007. március. 24. 20:10 | 3× 3×   | Jegyzőkönyv | 5× 3×       | Arena Stožice, Ljubljana Nézőszám: 3100 Játékvezetők: Leon, Huelin (ESP) |

| 2007. március. 17. 16:15 | Viborg HK           | 32–32       | HC Lada Togliatti | Viborg Stadionhal, Viborg Nézőszám: 2000 Játékvezetők: Herczeg, Südi (HUN) |
| 2007. március. 17. 16:15 | Jurack, Mikkelsen 9 | (17–21)     | Posztnova 8       | Viborg Stadionhal, Viborg Nézőszám: 2000 Játékvezetők: Herczeg, Südi (HUN) |
| 2007. március. 17. 16:15 | 2× 2×               | Jegyzőkönyv | 4× 3× 1×          | Viborg Stadionhal, Viborg Nézőszám: 2000 Játékvezetők: Herczeg, Südi (HUN) |

| 2007. március. 25. 18:50 | HC Lada Togliatti | 33–31       | Viborg HK    | Olymp Sportkomplex, Togliatti Nézőszám: 3500 Játékvezetők: Geipel, Helbig (GER) |
| 2007. március. 25. 18:50 | Posztnova 8       | (17–16)     | Mikkelsen 13 | Olymp Sportkomplex, Togliatti Nézőszám: 3500 Játékvezetők: Geipel, Helbig (GER) |
| 2007. március. 25. 18:50 | 3× 3×             | Jegyzőkönyv | 3× 3×        | Olymp Sportkomplex, Togliatti Nézőszám: 3500 Játékvezetők: Geipel, Helbig (GER) |

### Elődöntők
| 1. csapat         | Össz. | 2. csapat             | 1. mérk. | 2. mérk. |
| ----------------- | ----- | --------------------- | -------- | -------- |
| HC Lada Togliatti | 57–57 | Hypo Niederösterreich | 28–22    | 29–35    |
| Slagelse FH       | 61–47 | Győri Audi ETO KC     | 31–25    | 30–22    |

| 2007. április. 14. 17:00 | HC Lada Togliatti | 28–22       | Hypo Niederösterreich   | Olymp Sportkomplex, Togliatti Nézőszám: 3500 Játékvezetők: Kohout, Novak (CZE) |
| 2007. április. 14. 17:00 | Marennyikova 9    | (13–12)     | Fridrikas Kim Cshajon 4 | Olymp Sportkomplex, Togliatti Nézőszám: 3500 Játékvezetők: Kohout, Novak (CZE) |
| 2007. április. 14. 17:00 | 3× 3×             | Jegyzőkönyv | 5× 3×                   | Olymp Sportkomplex, Togliatti Nézőszám: 3500 Játékvezetők: Kohout, Novak (CZE) |

| 2007. április. 20. 19:00 | Hypo Niederösterreich | 35–29       | HC Lada Togliatti | Bundessport- und Freizeitzentrum Südstadt, Maria Enzersdorf Nézőszám: 1200 Játékvezetők: Abrahamsen, Kristiansen (NOR) |
| 2007. április. 20. 19:00 | Rotiș-Nagy 10         | (15–16)     | Posztnova 11      | Bundessport- und Freizeitzentrum Südstadt, Maria Enzersdorf Nézőszám: 1200 Játékvezetők: Abrahamsen, Kristiansen (NOR) |
| 2007. április. 20. 19:00 | 2× 2×                 | Jegyzőkönyv | 8× 3×             | Bundessport- und Freizeitzentrum Südstadt, Maria Enzersdorf Nézőszám: 1200 Játékvezetők: Abrahamsen, Kristiansen (NOR) |

| 2007. április. 15. 14:00 | Slagelse FH | 31–25       | Győri Audi ETO KC | Slagelse Hall, Slagelse Nézőszám: 4100 Játékvezetők: Korres, Migas (GRE) |
| 2007. április. 15. 14:00 | Popović 8   | (16–11)     | Görbicz 12        | Slagelse Hall, Slagelse Nézőszám: 4100 Játékvezetők: Korres, Migas (GRE) |
| 2007. április. 15. 14:00 | 5× 3×       | Jegyzőkönyv | 8× 3× 1×          | Slagelse Hall, Slagelse Nézőszám: 4100 Játékvezetők: Korres, Migas (GRE) |

| 2007. április. 22. 14:00 | Győri Audi ETO KC | 22–30       | Slagelse FH | Magvassy Mihály Sportcsarnok, Győr Nézőszám: 2800 Játékvezetők: Methe, Methe (GER) |
| 2007. április. 22. 14:00 | Görbicz 10        | (7–12)      | Turej 7     | Magvassy Mihály Sportcsarnok, Győr Nézőszám: 2800 Játékvezetők: Methe, Methe (GER) |
| 2007. április. 22. 14:00 | 7× 3× 1×          | Jegyzőkönyv | 6× 3×       | Magvassy Mihály Sportcsarnok, Győr Nézőszám: 2800 Játékvezetők: Methe, Methe (GER) |

### Döntő
| 1. csapat         | Össz. | 2. csapat   | 1. mérk. | 2. mérk. |
| ----------------- | ----- | ----------- | -------- | -------- |
| HC Lada Togliatti | 53–61 | Slagelse FH | 29–29    | 24–32    |

| 2007. május. 13. 18:50 | HC Lada Togliatti | 29–29       | Slagelse FH | Olymp Sportkomplex, Togliatti Nézőszám: 2500 Játékvezetők: Repensek, Pozeznik (SLO) |
| 2007. május. 13. 18:50 | Posztnova 8       | (15–16)     | Popović 13  | Olymp Sportkomplex, Togliatti Nézőszám: 2500 Játékvezetők: Repensek, Pozeznik (SLO) |
| 2007. május. 13. 18:50 | 4× 2×             | Jegyzőkönyv | 5× 3× 1×    | Olymp Sportkomplex, Togliatti Nézőszám: 2500 Játékvezetők: Repensek, Pozeznik (SLO) |

| 2007. május. 20. 19:15 | Slagelse FH | 32–24       | HC Lada Togliatti | Slagelse Hall, Slagelse Nézőszám: 5300 Játékvezetők: Bord, Buy (FRA) |
| 2007. május. 20. 19:15 | Lungu 7     | (16–8)      | Mocsalina 7       | Slagelse Hall, Slagelse Nézőszám: 5300 Játékvezetők: Bord, Buy (FRA) |
| 2007. május. 20. 19:15 | 6× 3×       | Jegyzőkönyv | 5× 2× 1×          | Slagelse Hall, Slagelse Nézőszám: 5300 Játékvezetők: Bord, Buy (FRA) |

## Statisztikák

### Góllövőlista
| #   | Játékos                 | Csapat                | Gólok |
| --- | ----------------------- | --------------------- | ----- |
| 1.  | Bojana Popović          | Slagelse FH           | 96    |
| 2.  | Linn-Kristin Riegelhuth | Larvik HK             | 75    |
| 3.  | Ljudmila Posztnova      | HC Lada Togliatti     | 72    |
| 4.  | Emilija Turej           | Slagelse FH           | 68    |
| 5.  | Rotis-Nagy Gabriella    | Hypo Niederösterreich | 66    |
| 6.  | Görbicz Anita           | Győri Audi ETO KC     | 63    |
| 7.  | Tatjana Oder            | Krim                  | 60    |
| 8.  | Tatjana Logvin          | Hypo Niederösterreich | 59    |
| 8.  | Henriette Mikkelsen     | Viborg HK             | 59    |
| 10. | Irina Bliznova          | HC Lada Togliatti     | 53    |

## Külső hivatkozások
- Hivatalos oldal